# هوو موبایل پارک (داکوتای شمالی)
هوو موبایل پارک (به انگلیسی: Hove Mobile Park) یک منطقهٔ مسکونی در ایالات متحده آمریکا است که در شهرستان کاوالیر، داکوتای شمالی واقع شده‌است. هوو موبایل پارک ۰٫۱ کیلومتر مربع مساحت و ۲ نفر جمعیت دارد و ۵۰۲٫۹۳ متر بالاتر از سطح دریا واقع شده‌است.